# Museon-Omniversum
Het Museon-Omniversum is een populairwetenschappelijk museum in Den Haag met collecties op het gebied van geologie, biologie, geschiedenis, archeologie, natuurkunde, techniek en volkenkunde. Het Museon-Omniversum ligt naast het Kunstmuseum, in het westen van de wijk Zorgvliet.

## Oprichting
Het museum werd in 1904 als Museum ten bate van het Onderwijs opgericht door Frits van Paasschen, een kranteneigenaar die van mening was dat kinderen op school te weinig kennis maakten met industrie en daardoor later niet genegen waren een technisch beroep te kiezen. Wat hem voor ogen stond was daarom een museum over de industrie. Dat is het echter nooit geworden.
Het museum was in 1909 gevestigd in het voormalige hotel Le Maréchal de Turenne bij de Wijnhaven. De eerste directeur was geoloog Herman van Cappelle, die ook het grootste deel van de collectie bijeen had gebracht en het beleid richtte op geologie, biologie en volkenkunde.
Het museum organiseerde van meet af aan museumlessen. Rond 1910 begon het als eerste organisatie in Nederland educatieve films te vertonen, een activiteit die in 1915 tot de oprichting van de eerste schoolbioscoop in Nederland leidde. Wegens ruimtegebrek verhuisde de bioscoop naar de Hoefkade.

## Gemeentelijk museum
Het museum ontving steeds meer financiële steun van de gemeente Den Haag, wat in 1920 tot overname van het museum door de gemeente leidde. Het museum wijzigde de naam in Museum voor het Onderwijs en verhuisde naar een leegstaande kleuterschool aan de Hekkelaan. De bioscoop werd een zelfstandige dienst.
In 1923 werd jkvr. Bertha Elias (1889-1933) als directeur aangesteld, zij was een van de eerste vrouwelijke museumdirecteuren in Nederland en vervulde deze functie tot haar overlijden in 1933. In haar tijd groeide het aantal bezoekende leerlingen tot 64.000 per jaar en het aantal medewerkers tot zeventien.
In 1929 ging het museum over naar een nieuw pand in de Hemsterhuisstraat. In 1954 werd door architect Dudok een nieuw museum ontworpen, maar de bouw ging niet door. 
In 1985 liet de gemeente een nieuw gebouw neerzetten waarin ook het planetarium van de gemeente een nieuw thuis kreeg in de vorm van Omniversum. Hier worden naast planetariumvoorstellingen ook IMAX-films getoond. Het gebouw is een ontwerp van architect W.G. Quist. De opening geschiedde door Wubbo Ockels en burgemeester Havermans. De naam Museon is een samentrekking van Museum en Onderwijs en stamt ook uit 1985. 
In 1997 werd het Museon verzelfstandigd.
In januari 2022 is Museon gefuseerd met Omniversum en gaan zij samen onder de nieuwe naam Museon-Omniversum. Bij Museon-Omniversum draait alles om de aarde, de mens en een duurzame toekomst. Ze hebben ook een speciale tentoonstelling van de 17 Duurzame Ontwikkelingsdoelen van de Verenigde Naties.
Museon-Omniversum is het enige publieke SDG-huis.

## Collecties
De verzameling van het Museon-Omniversum telt circa 273.000 voorwerpen. Belangrijk zijn onder meer de verzameling voorwerpen van de Inuit (Eskimo's) uit Groenland, waarvoor de bioloog Niko Tinbergen in 1933 de grondslag legde. Ook bezit het Museon-Omniversum een verzameling weefsels uit Indonesië. Tot slot beheert het de nationale collectie Nederlanders in Japanse kampen met tekeningen en voorwerpen die betrekking hebben op de Japanse bezetting van Nederlands-Indië. Een klein deel van de collectie wordt geëxposeerd. 
Museon-Omniversum organiseert daarnaast thematische wisseltentoonstellingen.